# Pamětní medaile 31. pěšího pluku „ARCO“
Pamětní medaile 31. pěšího pluku "ARCO", je pamětní medaile, která byla založena v roce 1948 při příležitosti 30. výročí vzniku jednotky v severoitalském městě Arco.
Medaile je ražena z bronzu, udělovala se v papírové jednoduché krabičce s malou stužkou a dekretem .